# Rentgenska praškovna difrakcija
Rentgenska praškovna difrakcija je najuporabnejša metoda za rutinske in tudi zahtevnejše strukturne preiskave trdnih kristaliničnih vzorcev. Temelji na koherentnem sipanju elektromagnetnega valovanja (najpogosteje rentgenskih žarkov) na elektronih v atomih. Do sipanja pride, ko elektromagnetno valovanje z valovno dolžino reda velikosti atomskega radija interagira z elektroni. Ker je elektron električno nabit delec, ga elektromagnetno valovanje zaniha z lastno frekvenco, pri čemer nabit delec postane vir valovanja z enako frekvenco, ki pa se širi v vse strani. Vsak od elektronov tako postane izvor rentgenskega valovanja (sipanje). Sipanje elektronov iz istega atoma lahko aproksimativno združimo in tako lahko vzamemo, da center sipanja sovpade z atomskim jedrom vsakega atoma. Atomi z več elektroni sipajo več rentgenskih žarkov, kakor lažji atomi z manj elektroni. 
Enak pojav kot pri fotonih v gornjem primeru je videti tudi pri uklonu drugih delcev, na primer pri nevtronih (dualnost valovi-delci).
Če rentgenski žarek na svoji poti naleti na urejeno skupino atomov, pride do konstruktivne interference, ko je razlika poti žarkov od izvora preko centrov sipanja do detektorja mnogokratnik valovne dolžine uporabljenega elektromagnetnega valovanja. Pri vseh drugih kotih pride do popolne destruktivne interference. Interferenčne maksimume imenujemo tudi uklone. 
V kristalografiji je uporabna enačba za opis uklona rentgenskih žarkov na kristalnih ravninah v odvisnosti od valovne dolžine in razdalje med kristalnimi ravninami – Braggova enačba. Za ponazoritev si lahko predstavljamo, da rentgenski žarek obseva površino vzorca pod kotom θ. Med obratovanjem se vzorec sinhrono vrti s polovično hitrostjo detektorja, tako da je kot med virom žarkov in vzorcem vedno enak kotu med vzorcem in detektorjem. Pri vsakem kotu θ se rentgenski žarki »odbijejo« od površine. Če je fazni zamik med različnimi rentgenskimi žarki enak večkratniku valovne dolžine (vrh enega vala sovpada z vrhom drugega vala), se žarki okrepijo, drugače pa izničijo. Kote θ, pri katerih se pojavijo ojačitve, izračunamo z Braggovo enačbo:
{\displaystyle \;2d\sin \theta =n\lambda }
kjer je:
- {\displaystyle d\!}  razdalja med dvema sosednjima kristalnima ravninama
- {\displaystyle \theta \!} uklonski kot oziroma kot sipanja
- {\displaystyle n\!} celo število
- {\displaystyle \lambda \!} valovna dolžina vpadajočega valovanja

Iz obrazca sledi, da je najdaljša valovna dolžina, pri kateri je še izpolnjen pogoj, enaka {\displaystyle 2d\!}, kar se zgodi pri kotu {\displaystyle \theta =\pi /2\!}.  
V kubičnem kristalu izračunamo medmrežno razdaljo d:
{\displaystyle d={\frac {a}{\sqrt {h^{2}+k^{2}+l^{2}}}}}

In pri upoštevanju obeh enačb:
{\displaystyle \left({\frac {\lambda \ }{2a}}\right)^{2}={\frac {\sin ^{2}\theta \ }{h^{2}+k^{2}+l^{2}}}.}
V primitivnih kristalnih zgradbah (PCK) se pojavijo ojačitve pri uklonu od vseh možnih ravnin, medtem ko se pri centriranih kristalnih zgradbah (TCK) pojavijo le od nekaterih. To določa strukturni faktor. V PCK se pojavijo okrepitve, ko so Millerjevi indeksi ravnine ali vsi sodi npr. (2 0 0) ali vsi lihi (1 1 1). V TCK se pojavijo okrepitve, če je vsota Millerjevih indeksov ravnine (h k l) soda (h + k + l = 2n (n =1,2,3,4...).

## Zgodovina
Izvor rentgenske praškovne difrakcije sega v leto 1916 (Debye in Scherrer) in 1917 (HuH). Avtorji so tista leta razvili metodo neodvisno med seboj. Rentgenska analiza je svoj pravi razvoj doživela šele 50 let kasneje z uvedbo Rietveldove metode (Rietveld refinement method). Rietveldova metoda je predstavljala velik korak k raziskovanju trirasežne kristalne strukture iz enorazsežnih difraktogramov. Uporaba rentgenske analize je tedaj obsegala identifikacijo faz v vzorcu, točno določevanje parametrov osnovne celice in študij kristalnih napak, ki so danes poznane kot »tradicionalne« aplikacije rentgenske praškovne difrakcije. V nasprotju z Rietveldovo metodo, ki vključuje strukturne podatke o vzorcu (lege atomov), so se istočasno razvijale nove metode modeliranja, ki so neodvisne od strukturnih podatkov. Na ta način je mogoče modelirati eksperimentalne difraktograme ne da bi se pred tem poznalo kristalno strukturo vzorca. Tako pridobljeni parametri posameznih uklonov (lega, širina, oblika uklona, ipd.) so osnova novih tehnik določevanja mikro-strukturnih lastnosti materialov. S kasnejšo uvedbo številnih računalniških programov je postala rentgenska praškovna difrakcija ena od najuporabnejših analiznih metod za raziskovanje tako strukturnih kot mikro-strukturnih lastnosti trdnih snovi.

## Uporaba
Rentgensko praškovno difrakcijo lahko uporabljamo v naslednje namene:

### Identifikacija faz v vzorcu
Najbolj razširjena in najstarejša aplikacija rentgenske praškovne analize je identifikacija faz v vzorcu. Identifikacija faz z rentgensko analizo je močno napredovala šele zadnja leta z uvedbo številnih računalniških programov. Programi so opremljeni s široko podatkovno bazo in razmeroma enostavnim načinom iskanja neznanih uklonov. Osnovna podatkovna baza PDF (Powder Diffraction File), s katero upravlja organizacija ICDD (International Center for Diffraction Data), vsebuje danes podatke o 148.379 različnih snovi. Med njimi spadajo organske (24.867), anorganske (125.407) in mešano organske/anorganske snovi (1895). 
Pomembno točko v zgodovini rentgenske praškovne difrakcije predstavlja prilagajanje difraktograma podatkom o kristalni strukturi vzorca. Uvedel jo je Rietveld leta 1967 in je znana pod imenom Rietveldova metoda. Kasneje in sicer okoli leta 1981 se je razvila metoda dekompozicije difraktograma (pattern decomposition). Pri tej metodi se uporabi nestrukturni model za opis eksperimentalnega rentgenskega spektra. Na ta način se pridobi informacije, ki opisujejo posamezni uklon ne da bi se pri tem poznalo kristalno strukturo obravnavanega vzorca. 

### Kvantitativna analiza
Kvantitativna analiza oziroma določevanje vsebnosti posameznih faz v vzorcu z rentgensko analizo je doživela svoj razvoj po uvedbi Rietveldove metode leta 1967. Nastali sta dve široko uporabljeni metodi in sicer metoda internega standarda in kvantitativna metoda po Rietveldu.

### Določevanje mikrostrukturnih lastnosti vzorca
Pod izrazom mikrostruktura se razume različne strukturne napake v materialu in odstopanja od idealne kristalne strukture. Tukaj spadajo oblika, velikost in distribucija velikosti osnovnih kristalitov, mikro deformacije, dislokacije in druge oblike kristalnih napak. Včasih je bila analiza mikro strukturnih lastnosti omejena le na materiale z visoko stopnjo simetrije osnovne celice (v glavnem kubične) in z minimalnim prekrivanjem uklonov. Z današnjimi tehnikami se je analiza razširila na širok spekter različnih materialov, med katerimi spadajo tudi tisti z nizko simetrijo osnovne celice.

### Določevanje kristalne strukture »ab initio«
Med najnovejšimi metodami določevanja strukturnih lastnosti materialov spada reševanje kompleksnih kristalnih struktur »ab initio«. Metoda je postala zelo uporabna pri materialih, kjer je monokristale nemogoče ali zelo težko pripraviti. Velik napredek metode v zadnjih letih so omogočili predvsem izboljšani računalniški programi za reševanje strukture, dololčevanje razsežnosti in simetrije osnovne celice (indeksiranje). Ravno tako je k razvoju metode »ab initio« bistveno prispevala uvedba difraktometrov z visoko ločjivostjo in Rietveldova metoda. Slednja je prispevala k reševanju problemov prekomernega prekrivanja uklonov.

## Parametri difrakcijskega uklona
Osnovni parametri, ki opisujejo difrakcijski uklon, so:
- maksimalna intenziteta uklona I0
- lega uklona 2 θ0 pri maksimalni intenziteti I0
- površina uklona
- širina uklona
- oblika uklona
- asimetričnost uklona

V tabeli so zbrani podatki o uporabi posameznih parametrov difrakcijskega uklona pri različnih analizah. Kot je razvidno je za študij mikro-strukturnih lastnosti (velikost osnovnih kristalitov in mikro deformacij) potrebna analiza lege uklona (podana z lego 2 θ0 pri maksimalni intenziteti I0 in širine uklona. 
| metoda                   | identifikacija                                             | lega | intenziteta | širina | premik |
| ------------------------ | ---------------------------------------------------------- | ---- | ----------- | ------ | ------ |
| indeksiranje             | celični parametri                                          | X    |             |        |        |
| identifikacija faz       | faze v vzorcu                                              | X    | X           |        |        |
| kvantitativna analiza    | vsebnost faze v vzorcu                                     |      | X           |        |        |
| analiza premika v vzorcu | interne (preostale) napetosti ali makro deformacije        |      |             |        | X      |
| analize profila          | mikro deformacije, velikost kristalitov, kristalni defekti | X    |             | X      |        |
| strukturna analiza       | atomske lege                                               | X    | X           | X      |        |